# Sá de Miranda
Francisco de Sá de Miranda (Coimbra, 28 agosto 1481 – Amares, 17 maggio 1558) è stato un poeta e drammaturgo portoghese, del Rinascimento.
Scrisse in portoghese e in spagnolo ed è considerato l'introduttore del petrarchismo in Portogallo, ovvero l'iniziatore del Rinascimento portoghese.
Sá de Miranda scrisse primi sonetti in portoghese, per esempio "O sol é grande, caem co'a calma as aves".